# Władysław Kruczek

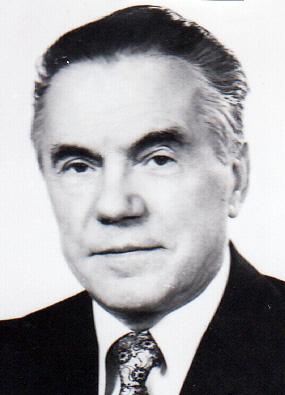
Władysław Kruczek (1975)

Władysław Kruczek (* 27. April 1910 in Rzeszów; † 5. November 2003 in Warschau) war ein polnischer Politiker der Polnischen Vereinigten Arbeiterpartei (Polska Zjednoczona Partia Robotnicza, PZPR). Unter anderem war er von 1961 bis 1985 Mitglied des Sejm, von 1968 bis 1980 Mitglied des Politbüros des Zentralkomitees (ZK) der PZPR sowie von 1971 bis 1980 Vorsitzender des Zentralrates des Gewerkschaftsverbandes CRZZ (Zrzeszenie Związków Zawodowych).

## Leben

### Jugend und Zeit des Zweiten Weltkrieges
Kruczek, Sohn eines Eisenbahnarbeiters, trat 1929 dem Polnischen Kommunistischen Jugendverband (Komunistyczny Związek Młodzieży Polskiej, KZMP) sowie der Kommunistischen Partei Polens (Komunistyczna Partia Polski, KPP) bei. Aufgrund seiner kommunistischen Aktivitäten wurde er in den 1930er Jahren wiederholt festgenommen und 1934 zu einer Freiheitsstrafe von drei Jahren verurteilt. Anschließend floh er in die Sowjetunion, wo er sich zwischen 1939 und 1941 in der Internationalen Organisation für revolutionäre Hilfe engagierte. Nach Beginn des Unternehmen Barbarossa schloss er sich 1941 der Roten Armee an und geriet in deutsche Kriegsgefangenschaft, aus der er jedoch fliehen konnte. 1942 schloss er sich der im Untergrund arbeitenden und aus der KPP hervorgegangenen Polnischen Arbeiterpartei (Polska Partia Robotnicza, PPR) sowie der Volksgarde (Gwardia Ludowa, GL) an. Kurz darauf wurde er erneut von der deutschen Besatzungsmacht festgenommen und befand sich nacheinander mit der Nr. 62424 in den Konzentrationslagern Auschwitz, Oranienburg sowie zuletzt Sachsenhausen.

### Volksrepublik Polen
Nach seiner Befreiung aus dem KZ Sachsenhausen wurde Kruczek Mitarbeiter der PPR und war Sekretär des Stadtkomitees in Rzeszów. Nach dem Zusammenschluss der PPR mit der Polnischen Sozialistischen Partei (Polska Partia Socjalistyczna, PPS) zur Polnischen Vereinigten Arbeiterpartei (Polska Zjednoczona Partia Robotnicza) im Dezember 1948 trat er dieser bei und war weiterhin Sekretär des Stadtkomitees Rzeszów sowie Mitglied des Komitees der Woiwodschaft Rzeszów, ehe er 1951 die Parteischule absolvierte. Im Anschluss war er zwischen 1951 und 1952 Sekretär des PZPR-Komitees der Woiwodschaft Posen und wurde 1952 Erster Sekretär des Parteikomitees der Woiwodschaft Bydgoszcz. Auf dem II. Parteitag der PZPR vom 10. bis 17. März 1954 wurde er erstmals Mitglied des Zentralkomitees (ZK) der PZPR, dem er bis zum IX. außerordentlichen Parteitag vom 14. bis 20. Juli 1981 angehörte. Während dieser Zeit gehörte er im Machtkampf innerhalb der PZPR neben Franciszek Jóźwiak, Wiktor Kłosiewicz, Zenon Nowak, Aleksander Zawadzki, Władysław Dworakowski, Hilary Chełchowski, Kazimierz Mijal, Franciszek Mazur, Bolesław Rumiński und Stanisław Łapot der einflussreichen Natolin-Faktion an.
Kruczek war von 1956 bis 1971 Erster Sekretär des PZPR-Komitees der Woiwodschaft Rzeszów, was als Abwahl als einer der „Feinde der Demokratisierung“ anzusehen war, da die bisherige Funktion in der Woiwodschaft Bydgoszcz bedeutender war. 1961 erfolgte seine Wahl zum Mitglied des Sejm, dem er von der dritten bis zur achten Legislaturperiode angehörte. Er unterstützte die antisemitischen Kampagne während der März-Unruhen 1968 in Polen und wurde aufgrund seiner Unterstützung dieser Aktion auf dem V. Parteitag vom 11. bis 16. November 1968 zum Mitglied des Politbüros des ZK der PZPR gewählt, dem er bis zum 2. Dezember 1980 angehörte.
Nach Beendigung seiner Tätigkeit als Erster Parteisekretär der Woiwodschaft Rzeszów wurde Kruczek 1971 Nachfolger des im Zuge der Arbeiteraufstandes vom 14. bis 22. Dezember 1970 zurückgetretenen Ignacy Loga-Sowiński als Vorsitzender des Zentralrates des Gewerkschaftsverbandes CRZZ (Zrzeszenie Związków Zawodowych) und bekleidete diese Funktion bis zu seiner Ablösung durch Jan Szydlak am 26. August 1980. Kruczek machte seinen Vorgänger und Gomułka-Anhänger zum Sündenbock für das mangelnde Funktionieren der „sozialistischen Demokratie“ und stellte 300 Millionen Złoty (1971: 45,8 Millionen D-Mark) für dringende soziale Aufgaben zur Verfügung. Die aufständischen Bergleute und Hüttenarbeiter in Oberschlesien aber wollten sich ihre Rechte nicht abkaufen lassen: Sogar ihre Funktionäre rügten schon im Januar 1971 die „Isolierung und Bürokratisierung“ der Gewerkschaftszentrale und forderten, der, unter Gomułka eingeführten, später aber von Gomułka entmachteten Arbeiter-Selbstverwaltung „wieder Funktionen“ zu geben. In der Öffentlichkeit wurden neben dem Ersten Sekretär des ZK der PZPR Gomułka und Loga-Sowiński als Vorsitzender der CRZZ vor allem der ZK-Sekretär für Ideologie Zenon Kliszko und der ZK-Sekretär für Wirtschaft Bolesław Jaszczuk für die Gründe und die Niederschlagung des Arbeiteraufstandes verantwortlich gemacht. Kruczek gab in seiner Grundsatzrede im März 1971 zu, dass sich die Gewerkschaften in den letzten Jahren „der Arbeiterschaft entfremdet, verbürokratisiert und deformiert“ hätten.
Kruczek war des Weiteren von 1971 bis 1981 Mitglied des Präsidiums des Nationalen Komitees der Nationalen Einheitsfront (Front Jedności Narodu, FJN), die für die Aufstellung der Kandidaten und Überwachung der Wahlen zum Sejm verantwortlich war. In den Jahren 1972 bis 1980 war er stellvertretender Vorsitzender und anschließend zwischen 1980 und 1982 Mitglied des Staatsrates (Rada Państwa). Auf dem VII. Parteitag vom 8. bis 12. Dezember 1975 bezeichnete er als Vorsitzender des CRZZ die von ihm auf dem CRZZ-Plenum im Februar 1971 als „einer der dringendsten Aufgaben der Arbeiterbewegung“ geforderte Einführung des Arbeitsgesetzbuchs als „Verfassung der Rechte und Pflichten der Beschäftigten“.
Er fungierte zwischen 1980 und 1981 als Vorsitzender der Zentralen Parteikontrollkommission der PZPR und gehörte am 13. Dezember 1981 zu den Unterzeichnern der Verhängung des Kriegsrechts. Er war zudem Mitglied des Obersten Rates des Verbandes der Kämpfer für Freiheit und Demokratie (Związek Bojowników o Wolność i Demokrację, ZBoWiD) und wurde 1983 Mitglied des Nationalrates der Polnisch-Sowjetischen Freundschaftsgesellschaft (Towarzystwo Przyjaźni Polsko-Radzieckiej, TPPR).

### Ehrungen und Auszeichnungen
Für seine langjährigen Verdienste wurde Kruczek mehrfach geehrt und erhielt unter anderem den Orden Erbauer Volkspolens (Order Budowniczych Polski Ludowej), den Orden Banner der Arbeit (Order Sztandaru Pracy) Erster und Zweiter Klasse, des Partisanenkreuz (Krzyż Partyzancki), 1954 die Medaille zum 10. Jahrestag der Volksrepublik Polen (Medal 10-lecia Polski Ludowej), 1974 die Medaille zum 30. Jahrestag der Volksrepublik Polen (Medal 30-lecia Polski Ludowej), 1984 die Medaille zum 40. Jahrestag der Volksrepublik Polen (Medal 40-lecia Polski Ludowej), die Medaille für Verdienste in der nationalen Verteidigung (Medal „Za zasługi dla obronności kraju“) in Gold, das Abzeichen zum 1000. Jahrestag des polnischen Staates (Odznaka 1000-lecia Państwa Polskiego), das Verdienstabzeichen der Polnisch-Sowjetischen Freundschaftsgesellschaft (Odznaka Zasłużonego Działacza TPPR), die Medaille „30. Jahrestag des Sieges im Großen Vaterländischen Krieg 1941–1945“ (Юбилейная медаль «Тридцать лет Победы в Великой Отечественной войне 1941—1945 гг.») sowie die Medaille „40. Jahrestag des Sieges im Großen Vaterländischen Krieg 1941–1945“ (Юбилейная медаль «Сорок лет Победы в Великой Отечественной войне 1941—1945 гг.»)
Auf Kritik stieß 2008 die vorgenommene Benennung einer Straße in Rzeszów nach ihm.